# Barbara van Schewick
Bárbara van Schewick (Bonn, 21 de octubre de 1972) es una jurista, profesora e informática alemana. 

## Biografía
Su padre es Hans Jürgen van Schewick, exjuez del Tribunal Administrativo Federal de Alemania.
Bárbara van Schewick es profesora de derecho y becaria en la Facultad de Derecho de Stanford, directora del Centro de Internet y Sociedad de la Facultad de Derecho de Stanford, profesora de Ingeniería Eléctrica en el Departamento de Ingeniería Eléctrica de la Universidad de Stanford y «experta neutralidad de la red».
La investigación de Van Schewick sobre las implicaciones económicas, normativas y estratégicas de las redes de comunicación y sus implicaciones estratégicas en: derecho, redes y economía. Su investigación ha influido en los debates sobre la neutralidad de la red en los Estados Unidos, Canadá, América Latina, Asia y Europa.
Su trabajo ha sido discutido por publicaciones impresas y en línea de todo el mundo, incluidos el Wall Street Journal, el New York Times, el Washington Post, The Economist, la BBC, el Times of India, también ha aparecido en radio y televisión en EE. UU., Canadá, Europa y Australia.
Es autora del libro Arquitectura e innovación de internet; se considera el trabajo fundamental sobre la ciencia, la economía y la política de neutralidad de la red.

## Vida privada
Barbara es madre de dos hijos y está casada. 

## Libro
- 2012, Arquitectura e innovación de Internet (ISBN 9780262013970)